# We Come 1
"We Come 1" is een nummer van de Britse dancegroep Faithless. Het nummer verscheen op hun derde studioalbum Outrospective uit 2001. Op 4 juni dat jaar werd het nummer uitgebracht als de eerste single van het album.

## Achtergrond
"We Come 1" is geschreven door alle bandleden en geproduceerd door bandlid Rollo. Het nummer kent diverse remixen; versies door Wookie en Dave Clarke verschenen op de heruitgave van Outrospective met de titel Reperspective: The Remixes. Ook Hiver & Hammer verzorgden een remix, die populair bleek in clubs. In 2004 verscheen een liveversie van het nummer, opgenomen op het BNN-festival Popsecret, op de B-kant van de Nederlandse uitgave van de single "I Want More".
"We Come 1" werd een grote hit in Europa met top 3-noteringen in onder meer thuisland het Verenigd Koninkrijk, Denemarken, Noorwegen en Roemenië. In de Eurochart Hot 100 werd de 5e positie behaald.
In Nederland werd de single destijds veel gedraaid op de landelijke radiozenders en werd een gigantische hit. De single werd Dancesmash en bereikte de 2e positie in de Nederlandse Top 40 op Radio 538 en de 3e positie in de publieke hitlijst; de Mega Top 100 op Radio 3FM.
In België bereikte de single de 9e positie in de Vlaamse Ultratop 50 en de 11 positie in Wallonië. In de Vlaamse Radio 2 Top 30 werd géén notering behaald.

## Hitnoteringen

### Vlaamse Ultratop 50
| Hitnotering: 09-06-2001 t/m 15-09-2001 | Hitnotering: 09-06-2001 t/m 15-09-2001 | Hitnotering: 09-06-2001 t/m 15-09-2001 | Hitnotering: 09-06-2001 t/m 15-09-2001 | Hitnotering: 09-06-2001 t/m 15-09-2001 | Hitnotering: 09-06-2001 t/m 15-09-2001 | Hitnotering: 09-06-2001 t/m 15-09-2001 | Hitnotering: 09-06-2001 t/m 15-09-2001 | Hitnotering: 09-06-2001 t/m 15-09-2001 | Hitnotering: 09-06-2001 t/m 15-09-2001 | Hitnotering: 09-06-2001 t/m 15-09-2001 | Hitnotering: 09-06-2001 t/m 15-09-2001 | Hitnotering: 09-06-2001 t/m 15-09-2001 | Hitnotering: 09-06-2001 t/m 15-09-2001 | Hitnotering: 09-06-2001 t/m 15-09-2001 | Hitnotering: 09-06-2001 t/m 15-09-2001 | Hitnotering: 09-06-2001 t/m 15-09-2001 |
| Week                                   | 1                                      | 2                                      | 3                                      | 4                                      | 5                                      | 6                                      | 7                                      | 8                                      | 9                                      | 10                                     | 11                                     | 12                                     | 13                                     | 14                                     | 15                                     |                                        |
| -------------------------------------- | -------------------------------------- | -------------------------------------- | -------------------------------------- | -------------------------------------- | -------------------------------------- | -------------------------------------- | -------------------------------------- | -------------------------------------- | -------------------------------------- | -------------------------------------- | -------------------------------------- | -------------------------------------- | -------------------------------------- | -------------------------------------- | -------------------------------------- | -------------------------------------- |
| Nummer                                 | 42                                     | 14                                     | 9                                      | 10                                     | 13                                     | 12                                     | 17                                     | 17                                     | 19                                     | 21                                     | 25                                     | 28                                     | 28                                     | 37                                     | 48                                     | uit                                    |

### Nederlandse Top 40
| Hitnotering: 02-06-2001 t/m 15-09-2001 | Hitnotering: 02-06-2001 t/m 15-09-2001 | Hitnotering: 02-06-2001 t/m 15-09-2001 | Hitnotering: 02-06-2001 t/m 15-09-2001 | Hitnotering: 02-06-2001 t/m 15-09-2001 | Hitnotering: 02-06-2001 t/m 15-09-2001 | Hitnotering: 02-06-2001 t/m 15-09-2001 | Hitnotering: 02-06-2001 t/m 15-09-2001 | Hitnotering: 02-06-2001 t/m 15-09-2001 | Hitnotering: 02-06-2001 t/m 15-09-2001 | Hitnotering: 02-06-2001 t/m 15-09-2001 | Hitnotering: 02-06-2001 t/m 15-09-2001 | Hitnotering: 02-06-2001 t/m 15-09-2001 | Hitnotering: 02-06-2001 t/m 15-09-2001 | Hitnotering: 02-06-2001 t/m 15-09-2001 | Hitnotering: 02-06-2001 t/m 15-09-2001 | Hitnotering: 02-06-2001 t/m 15-09-2001 | Hitnotering: 02-06-2001 t/m 15-09-2001 |
| Week                                   | 1                                      | 2                                      | 3                                      | 4                                      | 5                                      | 6                                      | 7                                      | 8                                      | 9                                      | 10                                     | 11                                     | 12                                     | 13                                     | 14                                     | 15                                     | 16                                     |                                        |
| -------------------------------------- | -------------------------------------- | -------------------------------------- | -------------------------------------- | -------------------------------------- | -------------------------------------- | -------------------------------------- | -------------------------------------- | -------------------------------------- | -------------------------------------- | -------------------------------------- | -------------------------------------- | -------------------------------------- | -------------------------------------- | -------------------------------------- | -------------------------------------- | -------------------------------------- | -------------------------------------- |
| Nummer                                 | 19                                     | 14                                     | 2                                      | 2                                      | 5                                      | 7                                      | 8                                      | 9                                      | 13                                     | 16                                     | 16                                     | 18                                     | 17                                     | 28                                     | 32                                     | 32                                     | uit                                    |

### Mega Top 100
| Hitnotering: 09-06-2001 t/m 22-09-2001 | Hitnotering: 09-06-2001 t/m 22-09-2001 | Hitnotering: 09-06-2001 t/m 22-09-2001 | Hitnotering: 09-06-2001 t/m 22-09-2001 | Hitnotering: 09-06-2001 t/m 22-09-2001 | Hitnotering: 09-06-2001 t/m 22-09-2001 | Hitnotering: 09-06-2001 t/m 22-09-2001 | Hitnotering: 09-06-2001 t/m 22-09-2001 | Hitnotering: 09-06-2001 t/m 22-09-2001 | Hitnotering: 09-06-2001 t/m 22-09-2001 | Hitnotering: 09-06-2001 t/m 22-09-2001 | Hitnotering: 09-06-2001 t/m 22-09-2001 | Hitnotering: 09-06-2001 t/m 22-09-2001 | Hitnotering: 09-06-2001 t/m 22-09-2001 | Hitnotering: 09-06-2001 t/m 22-09-2001 | Hitnotering: 09-06-2001 t/m 22-09-2001 | Hitnotering: 09-06-2001 t/m 22-09-2001 | Hitnotering: 09-06-2001 t/m 22-09-2001 |
| Week                                   | 1                                      | 2                                      | 3                                      | 4                                      | 5                                      | 6                                      | 7                                      | 8                                      | 9                                      | 10                                     | 11                                     | 12                                     | 13                                     | 14                                     | 15                                     | 16                                     |                                        |
| -------------------------------------- | -------------------------------------- | -------------------------------------- | -------------------------------------- | -------------------------------------- | -------------------------------------- | -------------------------------------- | -------------------------------------- | -------------------------------------- | -------------------------------------- | -------------------------------------- | -------------------------------------- | -------------------------------------- | -------------------------------------- | -------------------------------------- | -------------------------------------- | -------------------------------------- | -------------------------------------- |
| Nummer                                 | 19                                     | 4                                      | 3                                      | 6                                      | 7                                      | 9                                      | 14                                     | 20                                     | 21                                     | 31                                     | 37                                     | 38                                     | 56                                     | 73                                     | 67                                     | 78                                     | uit                                    |

### NPO Radio 2 Top 2000
| Nummer met noteringen in de NPO Radio 2 Top 2000 | '14  | '15  | '16  | '17  | '18  | '19  | '20  | '21  | '22  | '23  | '24  |
| ------------------------------------------------ | ---- | ---- | ---- | ---- | ---- | ---- | ---- | ---- | ---- | ---- | ---- |
| We Come 1                                        | 1424 | 1244 | 1280 | 1179 | 1510 | 1608 | 1438 | 1391 | 1559 | 1355 | 1382 |

1. ↑  Een vetgedrukt getal geeft de hoogste notering aan.
2. ↑  2014 was het eerste jaar met een notering voor dit nummer.